# Jujutsu brasiler
Jujutsu o jujitsu brasiler o BJJ és una art marcial desenvolupat per la família Gracie a partir del Jujutsu tradicional apres del mestre Mitsuyo Maeda (Hirosaki, Japó, 1878 - Belem, Brasil 1941). El jiu-jitsu brasiler es practica cos-cos (lluita agafada) i vestit amb kimono, es desenvolupa a terra i el seu fi és immobilitzar l'adversari aconseguint una posició d'avantatge i/o fer servir un ampli ventall de tècniques (luxacions, estrangulacions, pressions) per sotmetre l'adversari fins al punt que ha de reconèixer la seva inferioritat fent un senyal per no haver de lesionar-se o perdre el coneixement.
Metodològicament, aquest art marcial prové de la secció d'habilitats de lluita a terra de l'Escola de Judo Kodokan, anomenada (Ne Waza), portada al Brasil per Mitsuyo Maeda i Gio Omari, i més tard per Helios, el Mestre Gracie va revolucionar el esport i va transmetre els seus coneixements. a la seva família, que el va fer servir i el va promoure àmpliament a la sorra competitiva del ring brasiler.
Aquest art marcial és similar al jiu-jitsu japonès clàssic, la idea és que una persona petita i lleugera però hàbil pot defensar-se amb èxit contra oponents més grans i més forts mitjançant l'aplicació efectiva de la tècnica, portant la confrontació al terra i aplicant submissió, bloqueig i estrangulament.
Sobre el Jiu jitsu brailer hi ha escrita molta literatura per grans mestres, encara que la realitat és que hi ha poques traduccions al català.
Jiu jitsu brasiler No Gi
Quan els practicants de Jiujitsu brasiler ho fan sense Gi (kimono) ha passat a denorminar-se la modalitat com a grappling o NoGi. Aquesta modalitat té un profund enllaç amb els competidors de la MMA i els seus entrenaments de Brazilian Jiujitsu
Els BJJ es fan servir sovint en esports, especialment en arts marcials mixtes (MMA) i lluita. El seu sistema d'entrenament (sovint conegut com a «rodar» en lloc d'oponents) es basa gairebé per complet en la competència i, en general, utilitza un uniforme similar al judo, anomenat kimono o Gi, encara que ara també és popular entrenar i competir sense. D'aquesta manera., en l'anomenat mode No-Gi. El jiu-jitsu brasiler té un sistema jeràrquic (Kyu-Dan) per cinturó o grau basat en altres arts marcials japoneses modernes més tradicionals com el judo, el karate i l'aikido.

Cinturons jiu jitsu
A Jiu jitsu hi ha una graduació de cinturons diferenciats per color. Cada color reflecteix l'experiència i, per tant, les habilitats del practicant.
Les graduacions de cinturó a jiu jitsu són les més difícils de l'àmbit de les arts marcials. Aconseguir un cinturó negre (màxima graduació) pot fer més de deu anys de pràctica ininterrompuda.
Cinturó -Faixa- blanca: El nivell inicial amb què s'inicia la pràctica del jiu jitsu
Cinturon -Faixa- blau: La primera graduació al jiu jitsu és el cinturó blau.
Cinturó -Faixa- Morada: La graduació intermèdia.
Cinturó -Faixa- Marró: L'últim grau de color requereix anys de pràctica contínua.
Cinturó negre -Faixa preta- : La màxima graduació del jiu jitsu, un mestre de l'art suau